# Бедфорд, Райан
Райан Бедфорд (англ. Ryan Bedford; род. 20 октября 1986) года в гор. Юме, штат Аризона, США — американский шорт-трекист. Участвовал на Олимпийских играх 2010 года. Чемпион мира 2009 года.

## Биография
Райан Бедфорд родился в Юме, но семья вернулась в Мичиган, когда ему было 5 лет. Его мать Бет Бедфорд, тренер Мидлендского конькобежного клуба MSSC и первый тренер Райана и его сестры Кристин, также была конькобежцем на длинных дистанциях и держала три национальных рекорда в дивизионе Мастер (40-49 лет). А отец Фил, уроженец О-Клэр тоже был конькобежцем, он был трёхкратным чемпионом SEC. Живя в Алме Бет Бедфорд страстно желала вернуться в Мидлендский конькобежный клуб, где Райан начал кататься на коньках в Мичигане на открытых катках. На среднем Западе — это обычное дело, катание на свежем воздухе. Кроме шорт-трека и конькобежного спорта он в детстве увлекался хоккеем, баскетболом, футболом, катанием на лыжах.
В 9 лет он познакомился и завёл дружбу с будущим призёром Олимпийских игр Алексом Изиковски из Бей-Сити. В начальной школе и старших классах Райан старался быть лучшим во всём, в том числе и спорте. Он добился успеха на региональных соревнованиях в беге, где занял 51 место, а вот в конькобежном спорте в возрасте 14-15 лет не всё получалось. Он перешёл в среднюю школу города Маркетт на первый курс, где присоединился к программе Олимпийского развития в Американском центре олимпийского образования в кампусе Университета Северного Мичигана. Райан занял второе место на юниорском чемпионате, а на следующий год стал первым. Он переехал в Монреаль, но через год вернулся обратно в Маркетт для  продолжения тренировок.

## Спортивная карьера
Райан переехал в Солт-Лейк-Сити в 18 лет, где продолжал тренироваться и на юниорском чемпионате мира занял в общем зачёте 32-е место. В 2005-06 годах стал чемпионом страны. В 2006 году он вошёл в национальную сборную США по шорт-треку, и вновь выступал на мировом юниорском первенстве, где занял в многоборье 20-е место. После того, как не отобрался на Олимпийские игры 2006 года, решил ещё соревноваться в конькобежном спорте на длинных дорожках. В 2007 году на чемпионате мира по шорт-треку в Милане с командой Райан занял третье место в эстафете. В том же сезоне 2006/07 годов он начал выступления в Кубке мира, на 2-х этапах выиграл бронзу в эстафетах и бронзу на дистанции 1500 метров. В начале 2008 года выиграл чемпионат Северной Америки.
В декабре 2008 года начал полноценные тренировки на лонг-треке по подготовке к чемпионату мира. В начале марта 2009 года Райан выиграл золотую медаль в эстафете на чемпионате мира по горт-треку в Вене, а через 3 дня уже выступал в Ричмонде на мировом первенстве по конькобежному спорту на отдельных дистанциях, где выиграл бронзу в командной гонке вместе с Тревором Марсикано и Брайаном Хансеном. Перед Олимпиадой Райан выиграл национальный чемпионат на отдельных дистанциях на 10000 метров, и доказал своё участие в играх. Его тренером на тот момент был Дерек Парра, с которым он проработал до лета 2010 года.
В 2010 году на Олимпийских играх в Ванкувере в дисциплине конькобежного спорта на дистанции 10000 метров он покрасил спину в цвет Олимпийских колец, выбрил голову полосами и покрасил в красно-синий цвет, и в итоге занял 12 место, а в финале Кубка мира на отдельных дистанциях он занял третье место в командной гонке с  Шани Дэвисом и Джонатаном Куком. Летом он переехал из Юты в Милуоки к своему новому тренеру Карпентеру, где продолжил тренировки. На следующий год на этапе Кубка мира по шорт-треку в Китае Райан занял третье место на 500 метров и второе место в эстафете. Он завершил карьеру в 2011 году.

## После спорта
Летом 2013 года у него родился ребёнок. Сейчас Райан Бедфорд является президентом мультисемейной девелоперской компании United States v. Bedford Development LLC, которая занимается дизайном, проектировкой и строительством семейного жилья. Также является представителем американского спортсмена speedskating в консультативном совете спортсменов Олимпийского комитета США.